# San Marinees basketbalteam (mannen)
Het San Marinees basketbalteam is een team van basketballers dat San Marino vertegenwoordigt in internationale wedstrijden. De San Marinese basketbalbond (Federazione Sammarinese Pallacanestro), opgericht in 1968, is verantwoordelijk voor dit team. Het San Marinees basketbalteam heeft zich tot op heden niet weten te kwalificeren voor de Eurobasket, het Wereldkampioenschap basketbal of het basketbalonderdeel van de Olympische Zomerspelen. Het team doet wel mee aan de tweejaarlijkse Spelen van de Kleine Staten van Europa.